# Концепция души (Древний Египет)
Концепция души в представлении древних египтян определяется философскими и религиозными воззрениями. Представления о душе менялись со временем — от Древнего до Нового царств. Древние египтяне верили, что душа состоит из нескольких частей, и она есть не только у людей, но также у животных и богов.
Древние египтяне считали, что человек включает в себя физическое тело, духовное тело, сердце, двойник, душу, нематериальный эфирный дух, образ и имя. Все эти составляющие тесно связаны между собой, и благосостояние одной определяло благосостояние всех остальных. Египтяне верили в перерождение/воскресение в загробном мире, хотя во времена ранних династий (согласно Текстам пирамид) бытовало поверье в возможность физического воскрешения. Дети Гора отвечали за определённую часть души человека: Амсет — за ка, Дуамутеф — за ба, Кебексенуф — за сах («мумия»), Хапи — за иб («сердце»).
Ра появился с не менее, чем семью Ба и 14 Ка, а последние обладали дарами, которыми могли наделить фараона: богатство, стабильность, величие, слава, победа, сила творения и пр..

## Ка
Для обозначения Ка (kꜣ) сложно подобрать понятие в современных языках. Масперо предложил перевод «двойник, доппельгангер». Понимание о Ка встречается уже в древнейших текстах. Синонимом «умереть» было «отойти к Ка» или «отойти к Ка в небесах»; древние египтяне говорили: «его Ка пришёл к нему».
Ка — это жизненная сила, черты характера или судьба человека. Ка после смерти человека покидает его тело, бродит по земле и вновь возвращается, но живёт в скульптурном изображении в гробнице и питается подношениями, проходя в сердаб через «ложную дверь».
Согласно верованиям древних египтян, Ка обитает в статуе человека или бога, отчего возводимые фараоном храмы строились не для него самого или богов, а для их личностей. Божественный Ка находился к людям ближе, нежели само божество, поэтому, например, в Мемфисе почитался не сам священный бык Апис, а его Ка. Осириса назвали «Ка пирамид». Бог-творец Хнум иногда изображался за своим гончарным кругом, творящим человека и его Ка.
У богов также было «Ка», но, в отличие от людей, — по нескольку. С помощью бога магии Хека египтяне могли воздействовать на Ка богов, добиваясь тем самым от них исцеления и защиты. У фараонов также было несколько Ка. Обожествление фараонов и культ покойников относился именно к Ка; нередко встречаются изображения людей, молящихся собственному Ка. Ка изображали как подобие её носителя, но с поднятыми вверх руками.
Существовал отдельный жреческий сан «служитель ка» (hem-ka), который отвечал за подношения.

## Ба
Ба (bꜣ — «проявление») — душа, жизненная сущность в виде птицы с головой человека, его совесть, а также душа Ка. По верованиям египтян, Ба состояла из совокупности чувств и эмоций человека.
После смерти человека Ба покидает тело и бродит по миру, вселяясь в разных животных например, в местное священное животное. В Книгах мёртвых Ба описывалась как сокол (который летит в небеса), гусь, журавль (который целует небеса) или саранча/кузнечик (который прыгает до небес). Такая переселяющаяся в животных душа может также именоваться альтер эго.
Ба напрямую зависит от состояния физического тела. Ба при жизни тела путешествовала по миру сновидений и могла свободно перемещаться между миром мёртвых и живых. После смерти человека она находилась рядом с сердцем при его взвешивании, затем впадала в летаргический сон. Достигнув благодати в загробном мире, Ба становилась baiu menkhu, если Ба проклиналось — baiu mitu. Ба изображалась на магических предметах и амулетах (ba’apur).
Первоначально считалось, что Ба обладают лишь боги (в качестве их Ба выступали созвездия и небесные тела), фараоны и первосвященники, однако позднее сложилось представление о том, что этой «оболочкой» обладает любой человек. У городов также могли быть свои Ба.
Ба является героем литературного философского произведения «Беседа разочарованного со своим Ба» (XXII—XXI века до н. э.).

## Ах
Ах (ꜣḫ — «сияющий»; У. Бадж называет khu) — слияние Ба и Ка, освободившийся от телесной оболочки чистый дух, живущий в загробном мире и вкушающий его радости. Для удовлетворения своих нужд ах использовал оставленные в гробнице ушебти. Изображался ибисом с хохолком. Властителем ах (ḥqꜣ-ꜣḫw) является Меримутеф.
В Древнем Египте ах считали призраками, которые были похожи на их прежнее «я», а взаимодействия между призраками и живыми людьми рассматривались не столь сверхъестественно, нежели в наши дни. История встречи египтянина с призраком описана в произведении «Беседы первосвященника Амона Хонсуемхеба с призраком» периода Рамессидов (XIII—XII века до н. э.).

## Хат
Хат (ẖt) — бренная оболочка человека, вместилище Ка и Ах.
Практика мумификации свидетельствует о важности в понимании древних египтян длительного сохранения тела и его внешнего, прижизненного вида, чтобы успел появиться Сах. Физическое наполнение Хат называли aufu. Спасти от разного рода повреждений мумии призваны были оставляемые с нею амулеты, проводимые магические обряды с молитвами и заклинаниями. Вместо (если орган отсутствовал) либо в дополнение к сердцу (которое обычно оставляли в теле во время мумификации) к мумии клали амулет скарабея. Обнаружено множество мумий с подобными амулетами.

## Иб
Иб (jb) — сердце, которое на суде Осириса помещалось на весы Маат (истины), чтобы узнать о том, сколь благочестиво жил человек. Физическое сердце в теле называлось hati, и его оставляли при мумификации. Сердце считалось вместилищем рассудка, судьбы и чувственности. С мумией оставляли также скарабея, который должен был помочь на суде Осириса. В Книге мёртвых уделены молитвам против смерти сердца и его кражи в загробном мире. В XXVI главе покойный говорит:
Пусть моё сердце будет в доме сердец. Пусть моё хати будет в доме хати.

## Сах
Сах / Саху (sꜥḥ) — духовное тело, «священные останки» после мумификации. Тело человека после мумификации также рассматривалось как воплощение души, которая высвобождалась из тела во время погребальных ритуальных процессов. Сах благодаря молитвам и литаниям достигал духовного блаженства. В Книге мёртвых Сах образно показан лотосом, произрастающим из Хат.

## Сехем
Сехем (sḫm — «овладеть чем-либо» / «сила», «образ») — жизненная сила человеческой сущности в мире предвечности, но отличная от Ба и Ка. Этим же словом в форме прилагательного обозначали силу или магические способности богов.

## Шуит
Шуит (šwt) — тень. Сходна по значению с умброй и σκιά древних греков и римлян. Считалось, тень может отделиться от человека и существовать по своему усмотрению. Наряду с Ка и Ба Шуит полагались погребальные подношения в гробнице, куда Шуит могла приходить. В поздние времена Шуит связывалась непосредственно с душой, за которой следовала.

## Рен
Рен (rn) — имя. Древние египтяне большое значение придавали имени человека, отчего уничтожение его приравнивалось к проклятью. Безымянный не может предстать перед богами, поскольку как не существует предмета без названия, так не может существовать человек без имени. Лишённый имени человек уязвим перед божественными силами. Увековечиванием памяти отцов занимались сыновья, чьим долгом было совершать подношения и ремонтировать гробницы предков. С другой стороны, если покойный знал имена божественных покровителей друзей или врагов, он мог произносить их и получить над ними власть для исполнения своей воли.
Важность имени объясняется способом коммуникации, воздействия на человека, когда произносится его имя. Также имя человека использовалось в магической практике с добрыми либо злыми умыслами. Ритуальное уничтожение имени подразумевало уничтожение его обладателя (даже бога). Напротив, незнание имени лишало колдуна возможности совершить магический ритуал. За серьёзные преступления приговорённого могли лишить своего имени и наречь «дурным именем». Известен случай «заговора в гареме» из Туринского судебного папируса, когда обвиняемых в покушении на Рамсеса III в ходе судебного разбирательства называли Пабеккамон («Слепой слуга»), Меседсура («Ра его ненавидит»), «Пентаур, которого называли этим другим именем», Бонемвез («Мерзость в Фивах»).

### Имена
При рождении ребёнок нарекался обычно матерью (откуда выражение rn.f n mwt.f «его имя от его матери») одним или двумя именами, которые несли определённое значение. Некоторые имена были первыми словами матери после родов: Их (егип. jḫ «Кто это?»), Нефернен (егип. nfr-nn «Какой красивый»), Уарсу (егип. wr-sw «Большой»); другие — пожеланием здоровья: Сенебсумаи (егип. snb-sw-m-ꜥ-j «Он здоров в моей руке»), Джед-?-иуф-анх (егип. ḏd-X-jw.f-ꜥnḫ «бог сказал, он будет жить»), Хедеб-?-ирет-бенеджет (егип. hdb-X-jrt-bnjt «бог отгоняет сглаз»). Встречались имена, связанные с днём рождения или неким божеством: Сакахерка (егип. sꜣ-kꜣ-ḥr-kꜣ «Ребёнок месяца хояк»), Сепенабед (егип. sp-n-ꜣbd «Подарок шестого месяца»), Хоремхеб (егип. ḥr-m-ḥꜣb «Хор в празднестве»), Амонхерхенут («Амон перевозится в барке»). Моля о потомстве, родители новорождённого нередко в его имени выражали благодарность богам: Дебехенитхаенмут (егип. dbḥ.n.j-ṯꜣ-n-mwt «Выпрошенный у Мут»), Сатамон (егип. sꜣ.t jmn «Дочь Амона»), Саптах (егип. sꜣ. ptḥ «Сын Птаха»). Нередким становилось наречение младенца согласно старшинству среди прочих детей в семье: Сенену (егип. sn-nw «Второй»), Хеметну (егип. ḫmt-nw «Третий»), или в честь кого-то из родственников: Сенетитес (егип. snt-jt.s «сестра его отца»), Итсени (егип. jt-sn(.j) «отец моего мужа»). За свои телосложение, характер, социальное положение или происхождение человек мог позже получить обиходное имя: Ид (егип. jd «глухой»), Табинет (егип. tꜣ-bjnt «плохой»), Пен-Меннефер (егип. pn-mn-nfr «Кто из Мемфиса»), Ям (егип. ꜥꜣm «азиат»), Пакер (егип. pꜣ-qr «бродяга»), Пахерипеджет (егип. pꜣ ḥrj pḏt «главный лучник»), Сешет (егип. sšt «лотос»), Миу (егип. mjw «кот»).

## Галерея

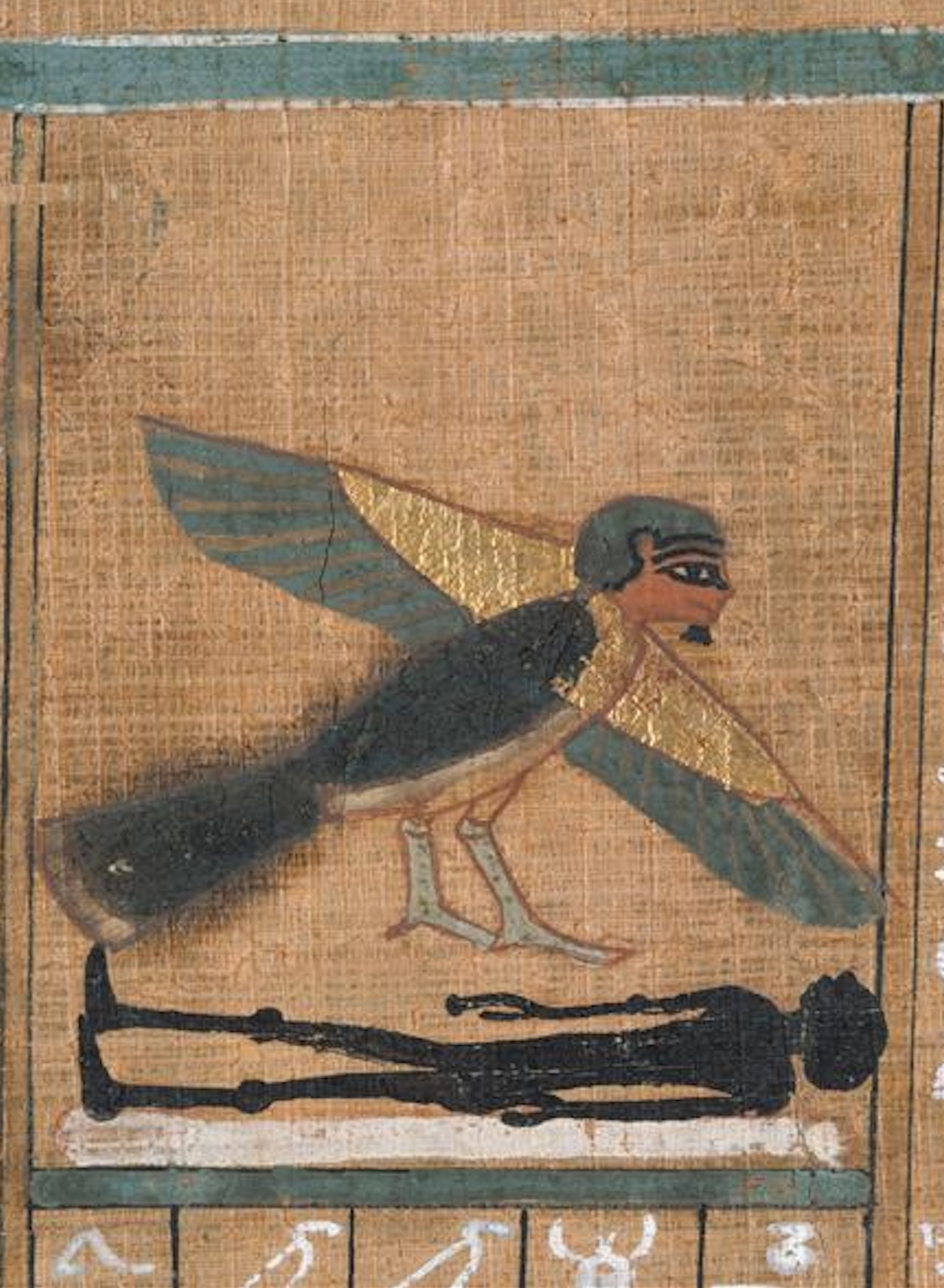
Фрагмент из Книги мёртвых Техенены (ок. 1550 - 1077 годы до н.э.)
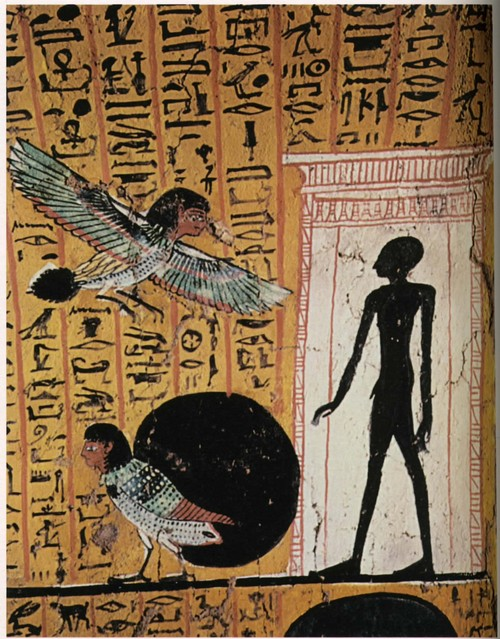
Ба и тень. Фиванская гробница Иринефера TT290
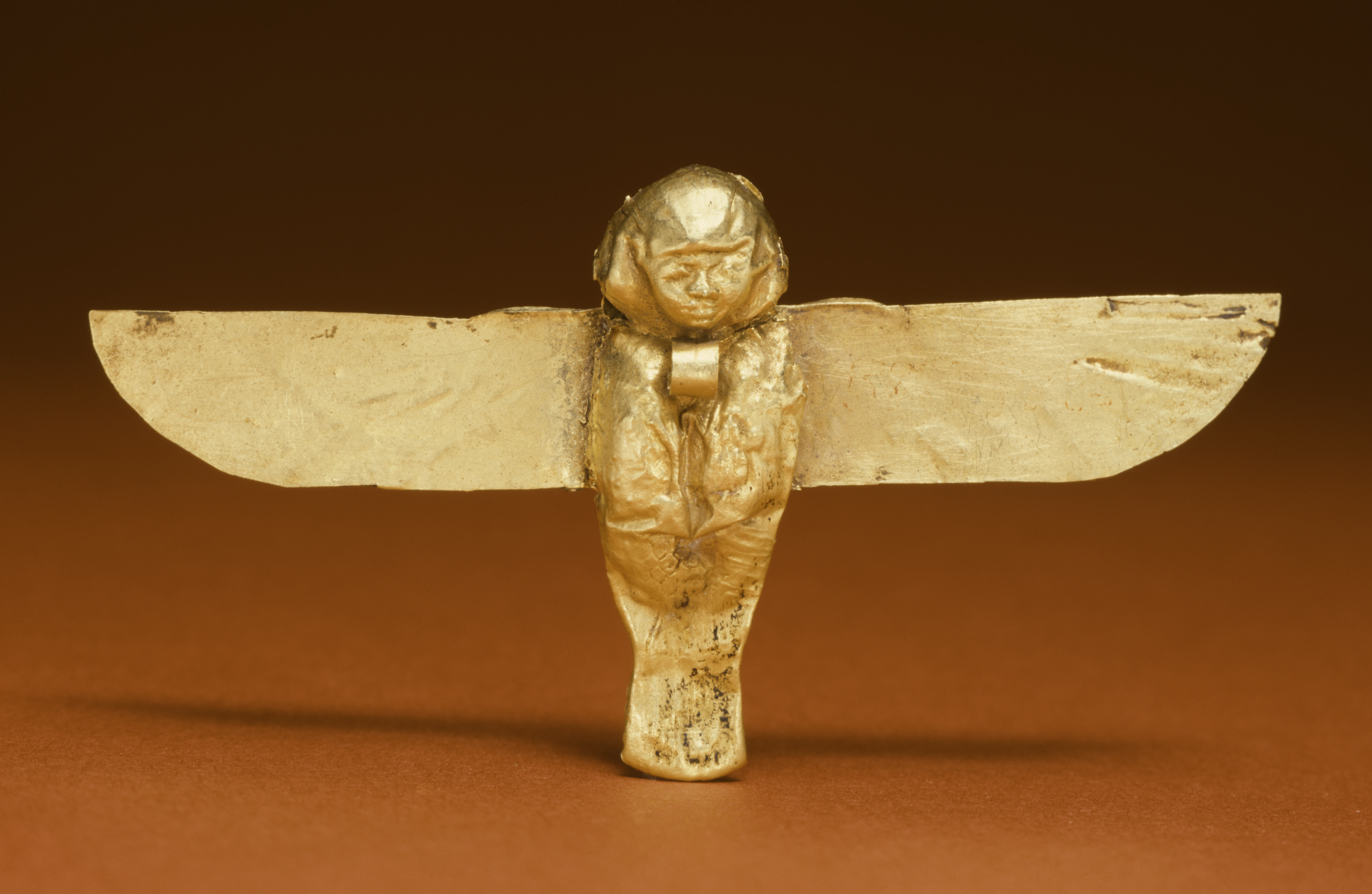
Золотой апотропеический амулет в виде Ба. Художественный музей Уолтерс, США
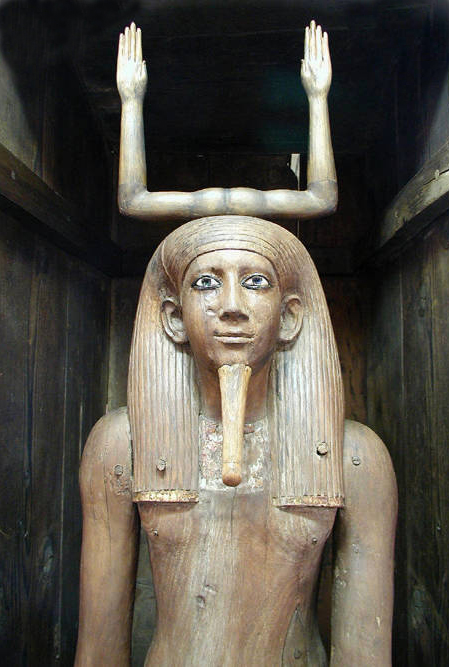
Статуя Ка фараона Хора I
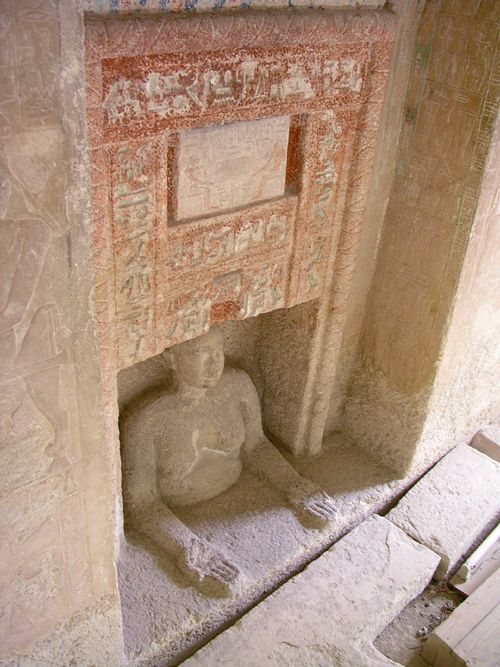
Скульптурное изображение покойного в ожидании подношений, мастаба Иду в Комплексе пирамид в Гизе
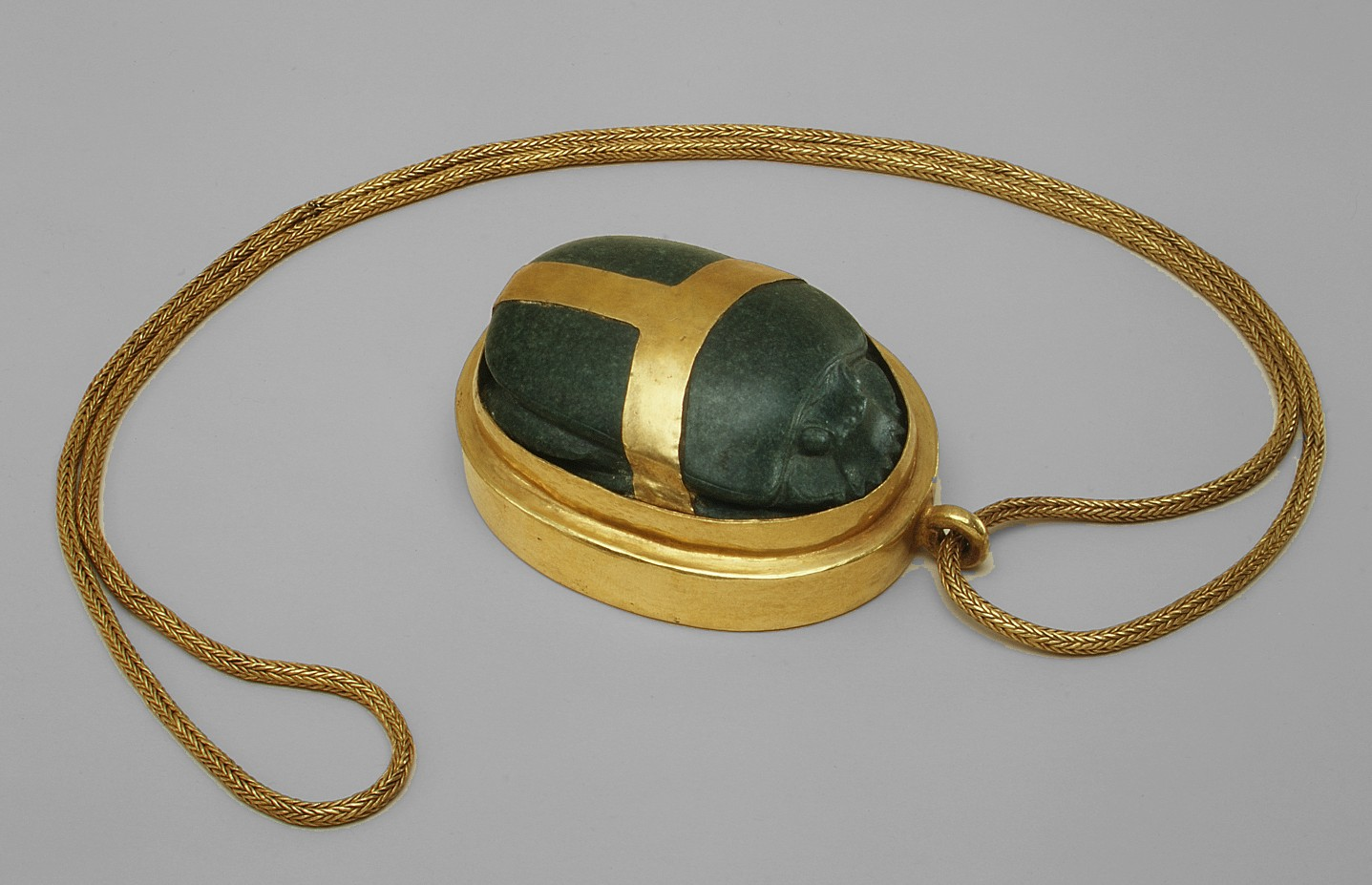
Амулет сердце-скарабей Хатнефер (ок. 1492 –1473 годы до н.э.)
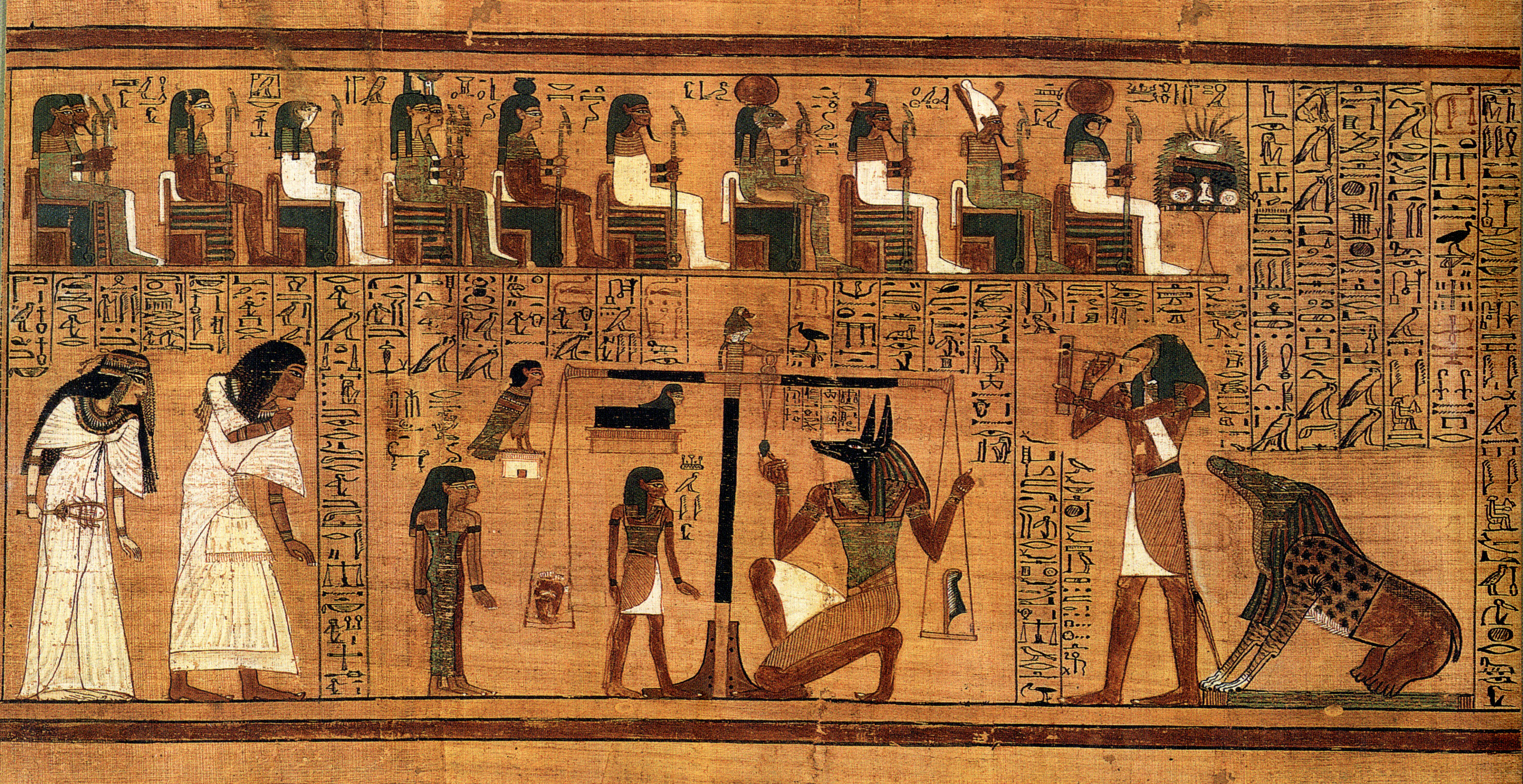
Взвешивание сердца на суде Осириса - фрагмент Папируса Ани